# 千代ケ崎
千代ケ崎（ちよがさき）は福岡県北九州市八幡西区の地名。千代ケ崎一丁目から三丁目の町がある。住居表示実施済み。郵便番号は807-0803。

## 地理
八幡西区の北部西側に位置し、北に光貞台、北東に大字本城、東に力丸町、南東に友田、南に楠木、西に大浦，医生ケ丘と接する。

### 河川
- 二級河川 金手川

## 地域の特徴
低い台地に立地する住宅地。南縁に沿ってJR九州筑豊本線が走り、その内側を並行して金手川が北東流し、さらにその内側を国道199号（本城バイパス）が走る。西縁は南端付近で国道199号（本城バイパス）をオーバーパスした市道の上津役本城線（産業医科大学前からは「産医大通り」）が走り、北縁に沿って走る県道11号有毛引野線に接続する。町内には病院，薬局が多く、県道，市道沿いに外科，小児科，胃腸科，皮膚科，耳鼻咽喉科，眼科，産婦人科，歯科医院およびドラッグストア，調剤薬局が立ち並ぶ。
一丁目に北九州市立医生丘市民センター，千代ヶ崎公民館，エフコープ 折尾店、二丁目に北九州市立医生丘小学校，本城西保育園，市営住宅本城西団地、三丁目に福岡ひびき信用金庫 本城支店，県営本城西団地がある。

## 歴史
1975年（昭和50年）に完成した県営本城西団地240戸，市営住宅本城西団地480戸を中心に成立した町で、それ以前は山林であった。1979年（昭和54年）4月に医生丘小学校が開校。

### 沿革
- 1978年（昭和53年）6月1日 - 千代ケ崎一丁目 - 三丁目新設[6][7]

### 町名の変遷
| 実施内容          | 実施年月日               | 実施後         | 実施前                     |
| ----------------- | ------------------------ | -------------- | -------------------------- |
| 町名新設 住居表示 | 1978年（昭和53年）6月1日 | 千代ケ崎一丁目 | 大字本城，大字浅川の各一部 |
| 町名新設 住居表示 | 1978年（昭和53年）6月1日 | 千代ケ崎二丁目 | 大字本城，大字浅川の各一部 |
| 町名新設 住居表示 | 1978年（昭和53年）6月1日 | 千代ケ崎三丁目 | 大字本城の一部             |

## 世帯数と人口
2025年（令和7年）3月31日現在（北九州市発表）の世帯数と人口は以下の通りである。
| 町             | 世帯数    | 人口    |
| -------------- | --------- | ------- |
| 千代ケ崎一丁目 | 550世帯   | 959人   |
| 千代ケ崎二丁目 | 945世帯   | 1,510人 |
| 千代ケ崎三丁目 | 854世帯   | 1,378人 |
| 計             | 2,349世帯 | 3,847人 |

### 人口の変遷
国勢調査による人口の推移。
| 1995年（平成7年）  | 8,033人 | [ 8 ]  |  |
| 2000年（平成12年） | 7,563人 | [ 9 ]  |  |
| 2005年（平成17年） | 7,052人 | [ 10 ] |  |
| 2010年（平成22年） | 6,253人 | [ 11 ] |  |
| 2015年（平成27年） | 5,536人 | [ 12 ] |  |
| 2020年（令和2年）  | 4,532人 | [ 13 ] |  |

### 世帯数の変遷
国勢調査による世帯数の推移。
| 1995年（平成7年）  | 2,967世帯 | [ 8 ]  |  |
| 2000年（平成12年） | 2,999世帯 | [ 9 ]  |  |
| 2005年（平成17年） | 3,020世帯 | [ 10 ] |  |
| 2010年（平成22年） | 2,932世帯 | [ 11 ] |  |
| 2015年（平成27年） | 2,832世帯 | [ 12 ] |  |
| 2020年（令和2年）  | 2,500世帯 | [ 13 ] |  |

## 学区
市立小・中学校に通う場合、学区は以下の通りとなる。
| 町             | 街区               | 小学校                 | 中学校               |
| -------------- | ------------------ | ---------------------- | -------------------- |
| 千代ケ崎一丁目 | 全域               | 北九州市立医生丘小学校 | 北九州市立本城中学校 |
| 千代ケ崎二丁目 | 全域               | 北九州市立医生丘小学校 | 北九州市立本城中学校 |
| 千代ケ崎三丁目 | 10番               | 北九州市立医生丘小学校 | 北九州市立本城中学校 |
| 千代ケ崎三丁目 | 1 - 9番, 11 - 16番 | 北九州市立光貞小学校   | 北九州市立浅川中学校 |

## 交通

### バス
域内のバス停と系統は以下のとおりである。
| 運行事業者 | 運行事業者           | 西鉄バス北九州 | 西鉄バス北九州 | 西鉄バス北九州 | 北九州市交通局 | 北九州市交通局 | 北九州市交通局 | 北九州市交通局 | 北九州市交通局 | 北九州市交通局 |
| 系統       | 系統                 | 77             | 80             | 82             | 31循           | 33             | 35             | 36             | 54             | 第二浅川橋     |
| 停留所     | 大浦一丁目           |                | ○              | ○              | ○              |                |                | ○              |                |                |
| 停留所     | 本城西市営住宅前     |                | ○              | ○              |                |                |                | ○              |                |                |
| 停留所     | 産業医科大学病院入口 | ○              | ○              | ○              | ○              | ○              | ○              | ○              | ○              |                |
| 停留所     | 本城西団地           | ○              | ○              | ○              | ○              | ○              | ○              | ○              | ○              |                |
| 停留所     | 千代ケ崎三丁目       |                |                |                | ○              | ○              |                | ○              | ○              | ○              |
| 停留所     | 千代ケ崎             |                |                |                | ○              |                |                | ○              | ○              | ○              |

### 道路
- 国道199号（本城バイパス）
- 県道11号有毛引野線

## 施設

### 公共施設
- 北九州市立医生丘市民センター
- 千代ヶ崎公民館

### 教育施設
- 北九州市立医生丘小学校

### 金融機関
- 福岡ひびき信用金庫 本城支店

### 商業施設
- エフコープ 折尾店

### 社会福祉施設
- 本城西保育園

### 公営住宅
- 県営本城西団地
- 市営住宅本城西団地

### 公園
- 医生ヶ丘児童クラブ公園
- 千代ケ崎北公園
- 千代ケ崎中公園
- 本城西公園